# Sarstedt
Sarstedt (lat. Kertzstadensis; nds. Sassti’e) ist eine am Fluss Innerste gelegene Kleinstadt im südöstlichen Niedersachsen. Das Mittelzentrum des Landkreises Hildesheim hat knapp 20.000 Einwohner.

## Geographie
Sarstedt liegt etwa 13 km nordwestlich von Hildesheim und 21 km südöstlich von Hannover. Sarstedt war zwischen 1885 und 1946 die einzige und ist seitdem die nördlichste Stadt im Landkreis Hildesheim. Westlich des Ortes verläuft die Innerste, welche vom Bruchgraben im Süden gespeist wird und 2 km weiter im nördlichen Ortsteil Ruthe in die Leine mündet. Mit dem Sarstedt-Sehnder Höhenzug endet das Leinebergland und geht endgültig in die norddeutsche Tiefebene über. Höchster Punkt der Gemeinde ist der Moorberg mit einer Höhe von 115 m ü. NHN. Sarstedt grenzt im Osten an Algermissen, im Südosten an Harsum, im Süden an Giesen und Nordstemmen (alle Landkreis Hildesheim), im Nordwesten an Pattensen und im Norden an Laatzen (beide Region Hannover).
Seit der Gebietsreform von 1974 gehören zu Sarstedt zusätzlich zur Kernstadt sechs Ortschaften mit jeweils eigenen Ortsbürgermeistern:
- Giften: 745 Einwohner
- Gödringen: 583 Einwohner
- Heisede: 1079 Einwohner
- Hotteln: 590 Einwohner
- Ruthe: 324 Einwohner
- Schliekum: 618 Einwohner

Die Einwohnerzahl beläuft sich in der Kernstadt auf 15.743 und einschließlich der sechs Ortschaften auf 19.682 Einwohner (Stand: 1. November 2021)

## Geschichte

### Name
Sarstedt hat eine wechselvolle Benennung, die bereits Jacob Grimm auffiel. Die Varianten des Sarstedter Ortsnamens lauten „Zerstede (1221), Schirstede (1225–1247), Tzerstede (1302), Cerstede (1367), Tzerstede (1434) und Cerstidde (1474)“.

### Urgeschichte und Prähistorie
Auf dem Gebiet des heutigen Sarstedt befand sich vor 130–134 Millionen Jahre ein Meer. In der Tongrube Moorberg wurde Nanoplankton gefunden, hummerartige Krustentiere (Hoploparia dentata) sowie Seeschwämme (Achilleum morchella) aus dem in Sarstedt zu findenden Plänerkalk, der aus der Unterkreide stammt.
Die Anwesenheit von Neandertalern auf dem Gebiet der heutigen Gemarkung Sarstedt konnte anhand von Knochenfunden nachgewiesen werden, darunter drei Schädel-Fragmente, Eine genaue Altersbestimmung dieser Funde ist bislang nicht gelungen, anhand von anderen Fossilien und von Steinwerkzeugen wurde jedoch geschätzt, dass die Neandertalerfunde nicht wesentlich älter als rund 100.000 Jahre sind.
Erste dauerhafte Besiedlungen durch den modernen Menschen (Homo sapiens) fanden in der Gegend in und um Sarstedt nachweislich vor etwa 7000 Jahren statt. Für die Jungsteinzeit wurde die bäuerlicher Kultur der Bandkeramik sowohl für Sarstedt, als auch in den Nachbargemeinden Barnten, Jeinsen und Algermissen archäologisch nachgewiesen.

### Mittelalter

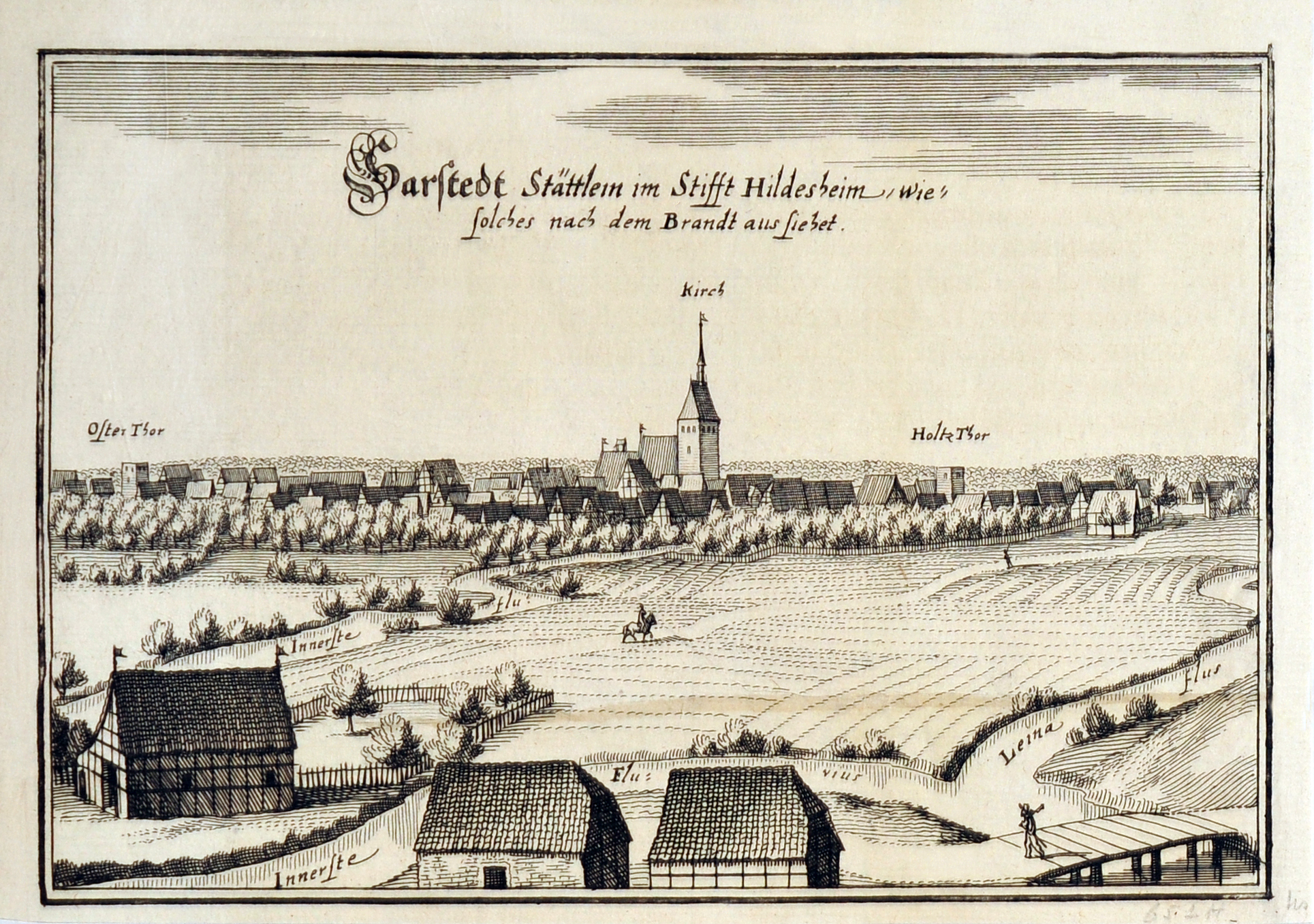
Kupferstich von Matthäus Merian von Sarstedt, 1645. Blick auf den Zusammenfluss der Innerste und der Leine bei Ruthe und den Kirchturm von St. Nicolai.

Zwischen 772 und 802 lag das heutige Gebiet Sarstedt in dem Einzugsbereich der Feldzüge der Franken unter Karl dem Großen gegen die Sachsen. In Heisede wurden Gräber altsächsischer Reiterkrieger mit Pferden aus dem 8. Jahrhundert auf dem Flurstück „Heidenkirchhof“ gefunden.
Sarstedt liegt auf einem alten Handelsweg, dem Hellweg vor dem Santforde, der im Mittelalter die Bistümer Minden und Hildesheim verband. Der Ort besaß wahrscheinlich im 9. und 10. Jahrhundert einen Marktflecken und lag an einer Furt an der Innerste. Der Sarstedter Siedlungskern dürfte sich im Bereich des „Alten Dorfs“ (1279 Altendorp) als Grundbesitz des Hildesheimer Domkapitels entwickelt haben,
Zu den frühesten schriftlichen Quellen, die auf das Gebiet Sarstedt hinweisen, gehört eine Quelle aus dem Jahr 993. Als kirchlicher Siedlungs- und damit auch Missionspunkt wird Sarstedt (Kertzstadensis) zum ersten Mal im Jahr 1075 und im Vergleich mit dem älteren Missionsstützpunkt Elze lobend erwähnt.
Seit 1200 wird die Stadt Sarstedt sich zwischen der vermutlich bei St. Nicolai gelegenen Kirche und der Bischofsburg ausgebreitet haben. Die Bischofs- oder Retburg (später auch Rietburg oder Rittburg im Besitz derer v. Alten) hatte die Aufgabe, das bischöfliche Hildesheimer Land gegen die Welfen im Westen, den Leineübergang bei Ruthe und die Innerstefurt bei Sarstedt zu schützen. Der bischöfliche Hof wird unter dem Hildesheimer Bischof Siegfried I. in dessen letztem Amtsjahr 1221 erstmals urkundlich erwähnt. Herzog Albrecht von Braunschweig eroberte die Burg 1256 und brannte sie während der Regierungszeit Ottos I. um 1279 nieder. In einem Vertrag vom 10. Dezember 1283 konnte deshalb auch von einem „von dem Bischofe zu erbauenden Schloss Sarstedt“ die Rede sein. 1485 wurden Burg und Stadt Sarstedt in den Kämpfen des Bischofs gegen die Stadt Hildesheim erneut zerstört.
Sarstedt wurde zur Stadt um das Jahr 1296, als Sarstedt von Bischof Siegfried II. (1279–1310) territorial erweitert wurde; denn nach der Einbeziehung der älteren Dörfer oder Siedlungen „Wennerde und Helperde“ traten die Stadtrechte in Kraft. Vermutlich gingen mit der prosperierenden materiellen Bedeutung von Sarstedt seit dem 12./13. Jahrhundert auch die verstärkten baulichen Anstrengungen der Sicherung der Stadt einher, allem voran die Errichtung von Stadtmauer, Wall und Graben sowie der Bau der beiden Stadttore „Ostertor“ (im Osten) und „Holztor“ (im Westen vor der Innerste-Brücke).
Als Stadt erstmals erwähnt wird Sarstedt in einer Urkunde in einer Aufzählung mit anderen Ortschaften wie Braunschweig, Goslar oder Hildesheim im Jahr 1339 (31. Januar). Für 1250 ist ein Leutpriester oder Pfarrer (lat. plebanus) belegt, 1258 wird in einer Urkunde ein Sarstedter Bürger benannt. Ab 1319 wird Sarstedt als civitas bezeichnet, 1327 ist der Ort als Archidiakonatssitz verbürgt, und von 1428 stammt das erste Siegel der Stadt. Wiederholt wurde die Stadt zerstört und musste mühsam wieder aufgebaut werden: zuerst 1283, nach der Großen Fehde 1485, der Hildesheimer Stiftsfehde 1521, 1556, 1580, 1716 und 1798.

### Frühe Neuzeit und Reformation

Auszug aus der Hildesheimer Bischofschronik von 1740 mit der Beschreibung der Zerstörungen Sarstedts durch Brände und Brandschatzungen während dreier Jahrhunderte (1412–1716)

Die Hildesheimer Bischofschronik beziffert für den Zeitraum von 1412 bis 1580 fünf Brandschatzungen oder natürliche Feuersbrünste, die Sarstedt in seiner Entwicklung zurückgeworfen haben (29. Januar 1412: Brand bis auf den Grund mit vielen Todesopfern; 23. September 1485: Große Fehde, bei der Sarstedt mit Feuerkugeln völlig zerstört wurde; 1522: Hildesheimer Fehde, bei der Leute aus Braunschweig und Hannover die Stadt geplündert und zahlreiche Häuser niedergebrannt haben; 1556: Brannte nach Einbringung der Ernte Mittwoch nach Michaelis die ganze Stadt nieder; und vom 8. September 1580 berichtet die Bischofschronik: ist Sarstedt zum fünfftenmahl von Grund aus verbrannt, daß nichts als die Kirche, und der Friesen- und der Barner Höfen stehen geblieben. Des letztern grossen Brandes, welcher anno 1716. fast die gantze Stadt Sarstedt abermals in die Asche gelegt, hier nicht zu gedencken).
In der Mitte des 14. Jahrhunderts sind für Sarstedt erstmals auch Einwohner jüdischen Glaubens belegt.
Bei der Hildesheimer Stiftsfehde ab 1519 ging Sarstedt ging ein weiteres Mal in Flammen auf. Danach wurde Sarstedt welfisch und dem Amt Coldingen unterstellt.
Die Reformation hielt um die Jahreswende 1542/43 in Sarstedt Einzug.
Während des Dreißigjährigen Krieges kam es zu verschiedenen Kriegshandlungen bei Sarstedt. Am 9. Juli 1634 trafen kaiserlich-katholische Truppen zur Verteidigung Hildesheims „am Hülpersberge“ bei Sarstedt (heute „am Kipphut“) mit der Belagerungsarmee zusammen und wurden von dieser vernichtend geschlagen.
Gegen Ende des 16. Jahrhunderts wurden in Sarstedt 131 Bürger (dazu neun Schutzbefohlene und drei Sattelhöfe) gezählt (1593).
Von 1653 bis 1815 war der Ort wieder Teil des Bistums Hildesheim, bevor die Stadt zusammen mit dem Bistum zum Königreich Hannover kam.

### Neuere Geschichte

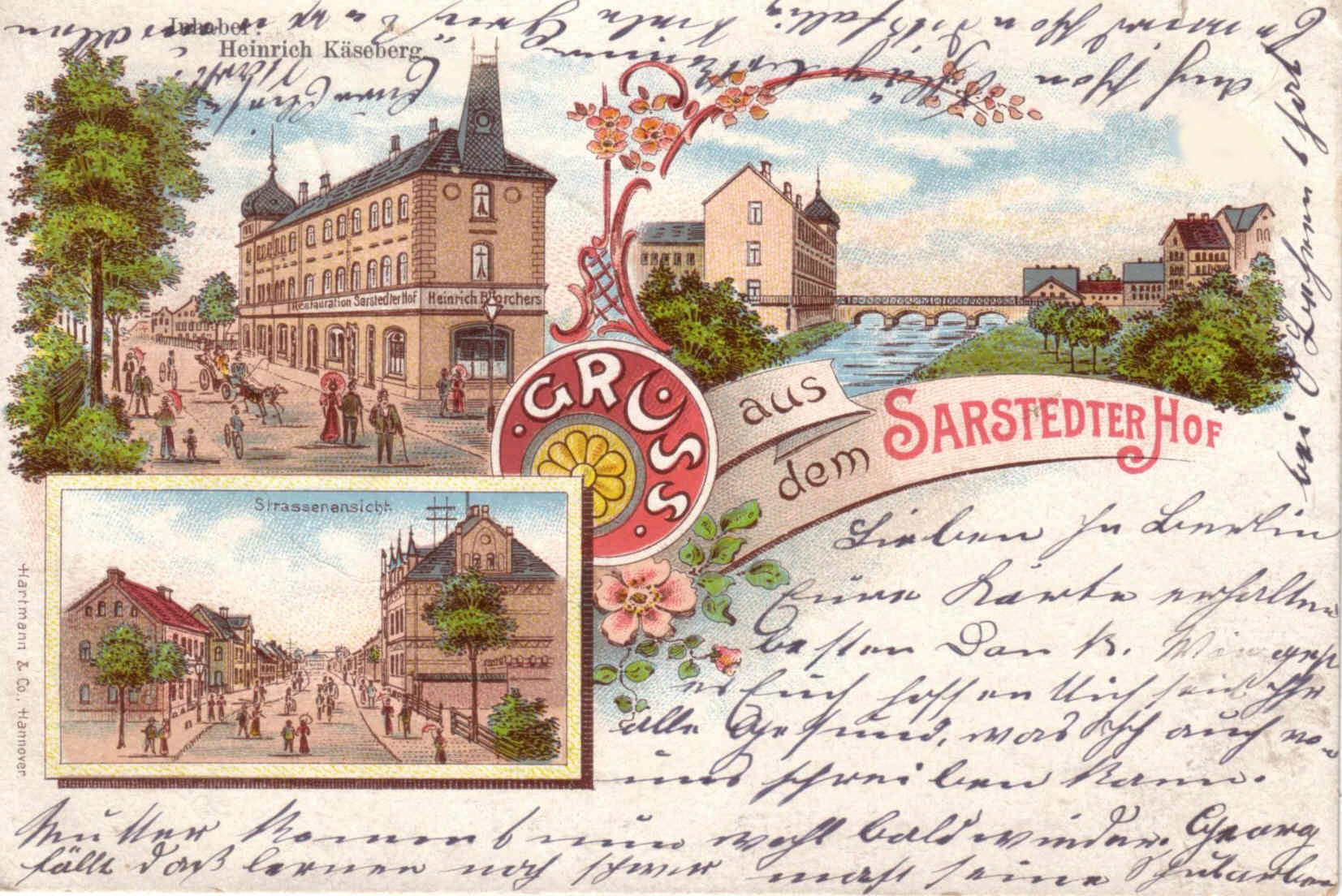
Die 1893 neu erbaute „Restauration Sarstedter Hof“ vor über 100 Jahren. Scherzhaft wurde er wegen der lauten Frösche am Dickebast auch „Poggenkrug“ genannt, Ansichtskarte um 1902

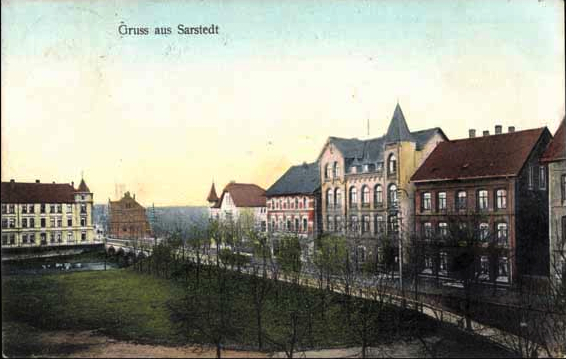
Anfang der Holztorstraße bei der „Maiwiese“ und „Dickebast-Brücke“, links der „Sarstedter Hof“, um 1906

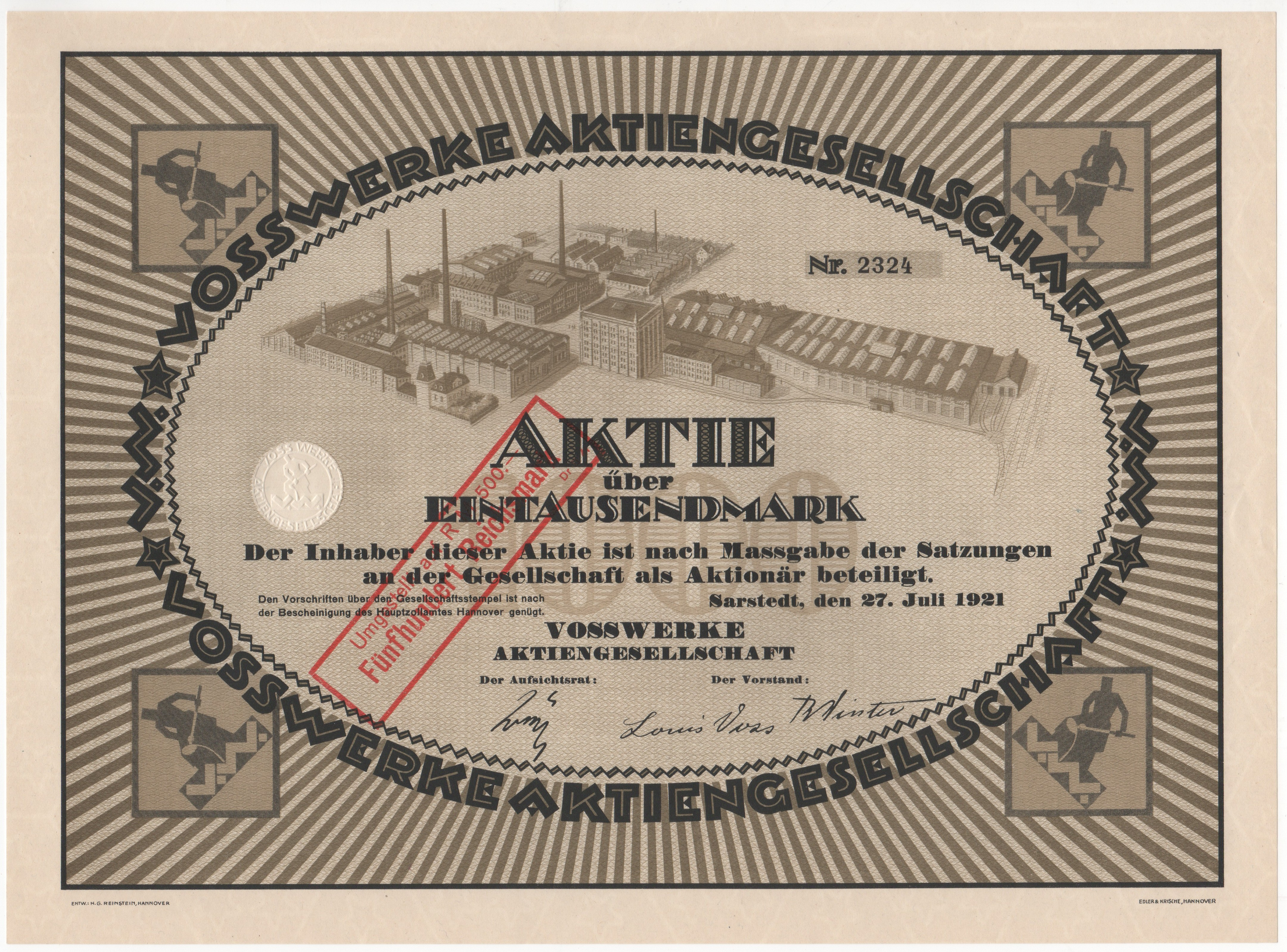
Aktie über 1000 Mark der Vosswerke AG vom 27. Juli 1921 mit Darstellung der Fabrikgebäude

Während der Zeit der französischen Besetzung (1807 und 1813) gehörte Sarstedt zum Departement der Oker (mit Hauptstadt Braunschweig) als Teil des Königreichs Westphalen.
Von 1815 bis 1866 gehörte Sarstedt zum Königreich Hannover, ab 1866 zur preußischen Provinz Hannover. Um 1850 war Sarstedt eine Stadt im Amtsbezirk Ruthe des Fürstentums Hildesheim. Sarstedt erlangte 1852 den Status einer Titularstadt und somit eine gewisse amtliche Eigenständigkeit; die Gerichtsbarkeit ging erst 1859 vom Amt Ruthe auf das Amtsgericht Hildesheim über. Seinerzeit wurde im Umland der Stadt vor allem Flachs (für die Herstellung von Leinen) angebaut, das vom Mittelalter bis ins 19. Jahrhundert neben Hanf, Nessel und Wolle die einzige Textilfaser war.
1890 hatte Sarstedt 2768 Einwohner, darunter „561 Katholiken und 34 Israeliten“.
Die Landwirtschaft und das Kleingewerbe prägte Sarstedt die meiste Zeit im 19. Jahrhundert. Sarstedt wurde 1852 Titularstadt, 1929 erhielt es den offiziellen Stadt-Status gemäß der seinerzeit gültigen preußischen Gemeindeverordnung.
Sarstedt hatte bereits Mitte des 19. Jahrhunderts einen Bahnhof als Halt an der Hannöverschen Südbahn, deren Abschnitt Hannover-Alfeld 1853 eröffnet wurde. Durch den Bahnanschluss entstand eine Seifen- und eine Lichterfabrik. Die bischöfliche Mühle wurde 1854 durch den Kaufmann Ernst Malzfeldt übernommen. Eine Schlosserei von 1844 bildete die Grundlage für eine Ofen- und Herdfabrik in den 1870er Jahren, die spätere Vosswerke AG. In der zweiten Hälfte des 19. Jahrhunderts entstanden zwei Zündholzfabriken in Sarstedt. Es gab im 19. Jahrhundert sechs Ziegeleien in Sarstedt.
Von Mitte des 19. Jahrhunderts bis zum Ersten Weltkrieg hatte sich die Sarstedter Bevölkerung vervierfacht (von zirka 1500 auf 5700); nach dem Zweiten Weltkrieg hatte sie sich abermals verdoppelt. Dieser Zuzug war zum einen mit der Industrialisierung und der damit verbundenen wirtschaftlichen Prosperität verbunden. Obwohl eine kleine Stadt in der preußischen Provinz, konnte Sarstedt früh an der industriellen Entwicklung durch den Bahnanschluss teilnehmen.

Einwohnerentwicklung von Sarstedt von 1593 bis 2014

Südlich der Vosswerke AG entstanden ab 1898 durch den „Gemeinnützigen Bauverein“ Wohnungen für den privaten Bedarf. Auf dem Dehnberg errichtete man 1938 zwanzig Eigenheime, in den 1950er Jahren kamen um die 1200 neue Wohnungen hinzu. Weitere Siedlungen entstanden in den 1960er und 1970er Jahren auf den bis dahin landwirtschaftlich genutzten Flächen.
Zu Beginn des 20. Jahrhunderts gehörte Sarstedt im Landkreis Hildesheim zum Königreich Preußen im Deutschen Reich. Zeitgenössische Nachschlagewerke erwähnen in dieser Zeit das Telegraphenamt, die Zucker-, Kochherd- und Zündholzfabrik, die Eisengießerei, fünf Dampfziegeleien sowie zwei Dampfmühlen.
Eine wichtige Rolle im Wirtschaftsleben im Kreis Sarstedt spielte seit Anfang des 20. Jahrhunderts der Kalibergbau, bei dem Kalisalze zur Herstellung von Dünger unter Tage abgebaut wurden. Beide unmittelbar zu Sarstedt gehörende Kalischachte „Glückauf-Sarstedt“ und „Siegfried-Giesen“ verfügten über eine Grubenanschlussbahn und dienten seit 1904/06 für Beschäftigung, bis sie beide 1987 geschlossen wurden.

### Eingemeindungen
Am 1. März 1974 wurden aufgrund der Gebietsreform in Niedersachsen die Gemeinden Giften, Gödringen, Heisede, Hotteln, Ruthe und Schliekum (letztere aus dem Landkreis Springe) eingegliedert.

## Religion

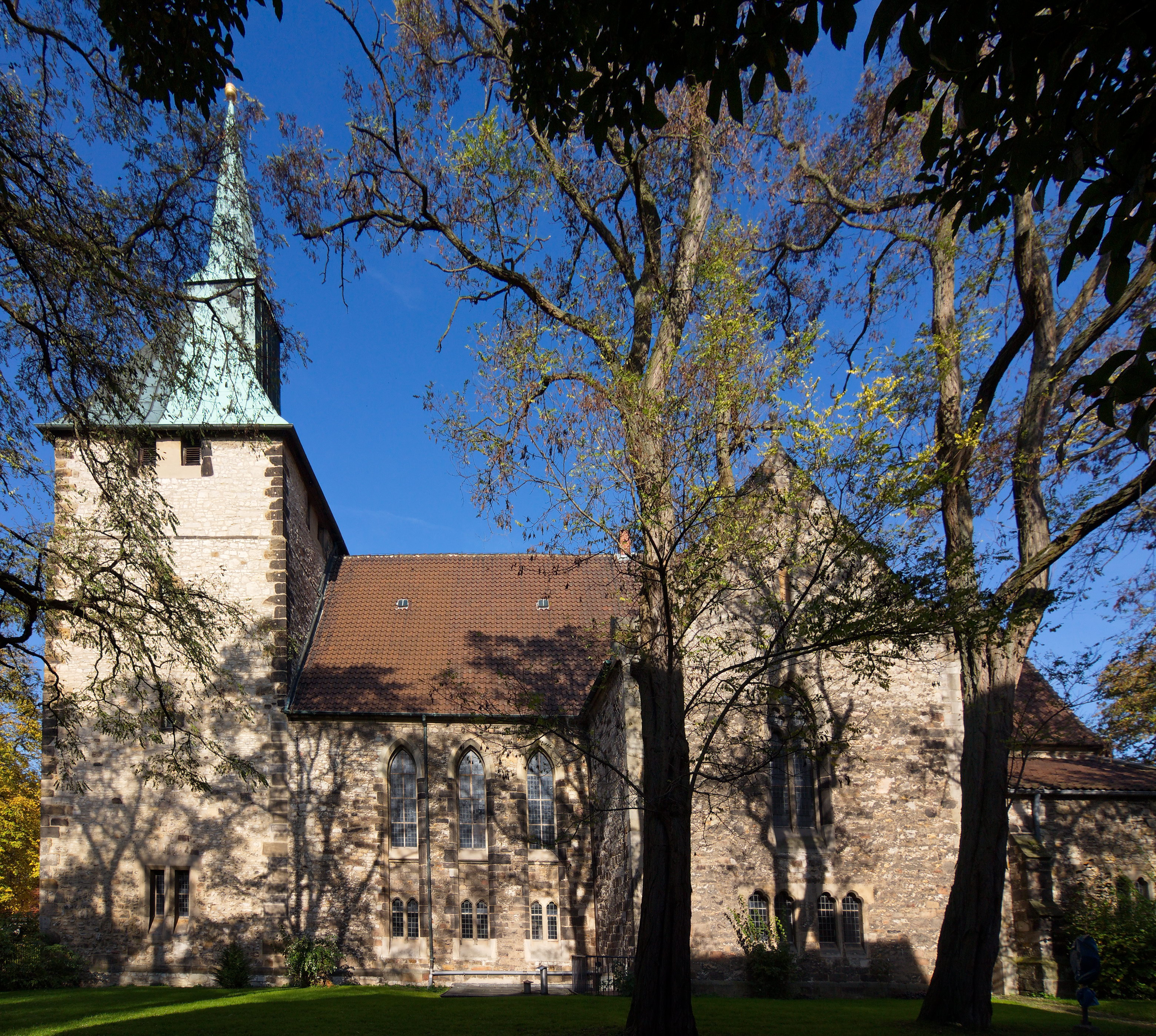
Die Kirche St. Nicolai von 1457 ist das älteste Gebäude in Sarstedt

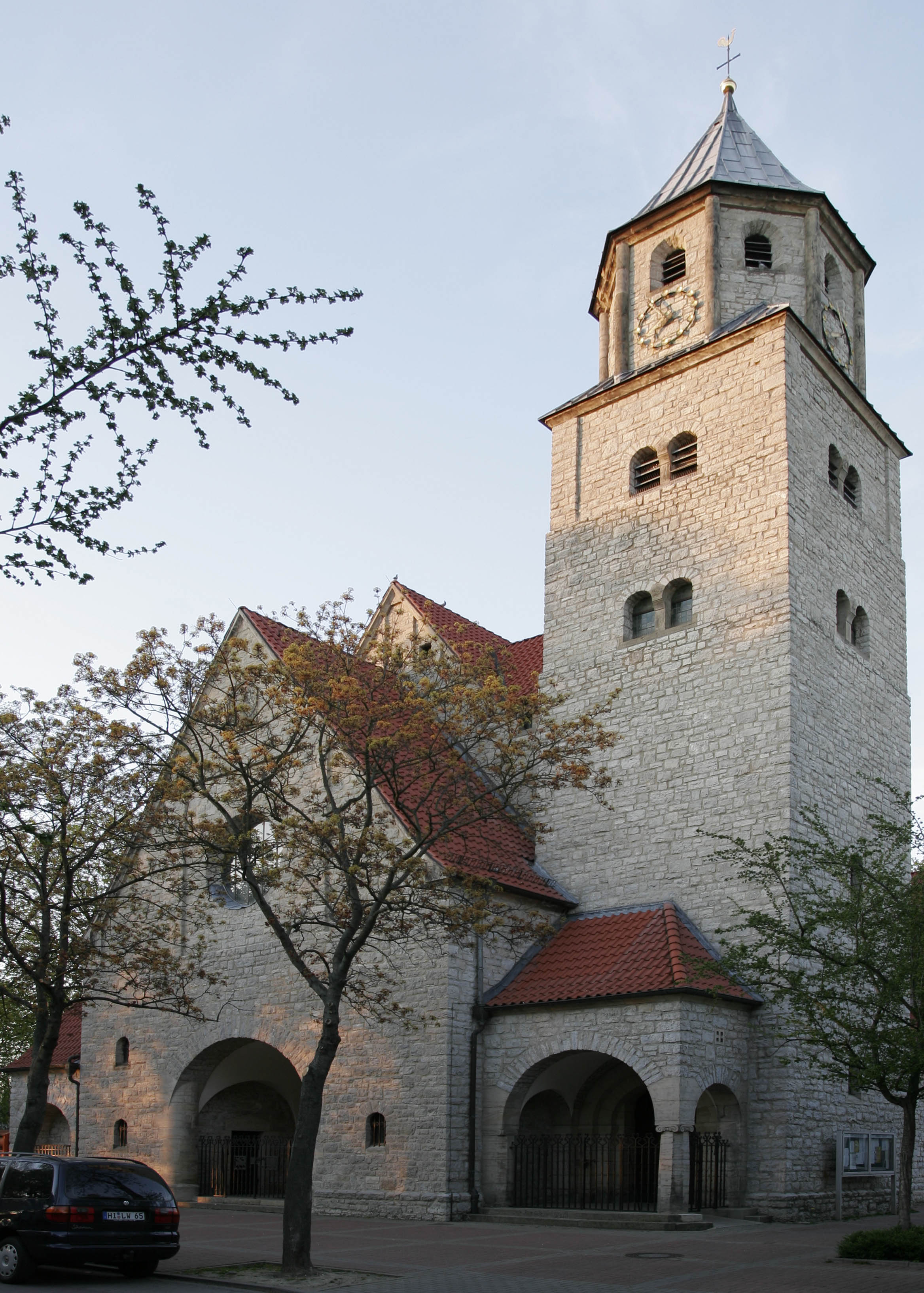
Die Heilig-Geist-Kirche

Der spätgotische Bau der St.-Nicolai-Kirche, bis zur Reformation Kirche des Archidiakonats Sarstedt im Bistum Hildesheim, war 1457 vollendet und ersetzte einen romanischen Vorgängerbau aus dem 11. Jahrhundert. Namensgeber ist der heilige Nikolaus als Schutzpatron der Kaufleute. 1543 wurde für Kirche und Stadt die lutherische Kirchenordnung eingeführt.
Die römisch-katholische Heilig-Geist-Kirche wurde 1912/13 im neuromanischen Stil erbaut und bis 1961 Ruthe unterstellt. Die Katholiken in Sarstedt waren auf die Pfarrei in Ruthe verwiesen, und ab Mitte des 18. Jahrhunderts konnten sie die Privatkapelle des Weichsschen Hofes für den Gottesdienst nutzen. Erst 2002 erfuhr sie eine durchgreifende Innenrenovierung mit postmodernen Gestaltungselementen.
Als zweite lutherische Kirche Sarstedts entstand die St.-Paulus-Kirche 1963–1965 im Stadtteil Giebelstieg. Konstruiert mit einem Stahlbetonskelett und verblendet mit hellen Klinkern, ist sie im Stil einer Basilika gebaut. Der etwas vorgeschobene Turm ist mit einem Verkündigungsengel bekrönt und misst 37 m Höhe.
Nordöstlich des Stadtzentrums befindet sich die jüngste evangelisch-lutherische Kirche Sarstedts, die Paul-Gerhardt-Kirche.
Eine Neuapostolische Kirche befindet sich am südlichen Ortsrand von Sarstedt (In der Peulen 21). Die Gemeinde gehört zum Kirchenbezirk Hannover-Südwest.
In der Bleekstraße befindet sich zudem eine Moschee.

## Politik

### Rat
Der Rat der Stadt Sarstedt besteht aus 32 Ratsfrauen und Ratsherren. Dies ist die festgelegte Anzahl für eine Gemeinde mit einer Einwohnerzahl zwischen 15.001 und 20.000 Einwohnern. Die 32 Ratsmitglieder werden durch eine Kommunalwahl für jeweils fünf Jahre gewählt. Stimmberechtigt im Rat ist außerdem die hauptamtliche Bürgermeisterin Heike Brennecke (SPD).
Die Kommunalwahl 2021 führte zu folgendem Ergebnis:
| Rat 2021Insgesamt 32 Sitze - Linke: 1 - PARTEI: 1 - Grüne: 4 - SPD: 13 - FDP: 2 - Unab.: 1 - GUT: 2 - W-A-S: 1 - CDU: 5 - AfD: 2 |

### Bürgermeister
Hauptamtliche Bürgermeisterin der Stadt Sarstedt ist Heike Brennecke (SPD). Bei der letzten Bürgermeisterwahl am 12. September 2021 wurde sie mit 62,08 % der Stimmen gewählt. Die Wahlbeteiligung lag bei 56,68 %.

### Wappen
Blasonierung: „Gespalten von Gold und Rot, belegt mit grünem Kleeblatt an verschlungenem Stiel.“ Als Bischof Siegfried II. von Hildesheim 1296 Sarstedt zur Stadt erhob, trat auch gleichzeitig das erste Siegel auf, welche über Wellen, die für die Innerste stehen, eine dreitürmige Burg abgebildet zeigt. Auf den Zinnen des niederen Mittelturms erscheint im 15. Jahrhundert wachsend ein Heiliger mit Kreuzstab und Buch. Von Otto Hupp wird er als der Heilige Antonius beschrieben. Ab dem 17. Jahrhundert entwickelte sich das Wappen unabhängig vom früheren Siegel und zeigt sich seit damals in seiner heutigen Form. Das gespaltene Schild steht für das Wappen des Hochstifts Hildesheim, das Kleeblatt geht vermutlich auf ein einstiges Ortszeichen zurück.

### Städtepartnerschaften
Sarstedt unterhält seit 1992 Städtepartnerschaften zu den französischen Gemeinden Aubevoye und Gaillon und seit 2018 mit der brandenburgischen Gemeinde Ahrensfelde.

## Kultur und Sehenswürdigkeiten

### Sarstedt in der Literatur
- In seiner Novelle „Die Innerste“ zeichnete der niedersächsische Schriftsteller Wilhelm Raabe im Jahre 1876 ein liebevolles Bild der Landschaft am Innerste-Ufer südlich und damit flussaufwärts von Sarstedt.
- In „Hundejahre“ von 1963 als dem letzten Roman der Danziger Trilogie von Günter Grass wird Sarstedt fünf Mal im Zusammenhang mit einem Kaliwerk erwähnt. Laut dem Spiegel habe Grass für sein „Phantasie-Bergwerk“ ein realistisches Bild „zwischen Hildesheim und Sarstedt“ gezeichnet und den „Grubenbetrieb technisch exakt“ beschrieben. Nach seiner Entlassung aus der amerikanischen Gefangenschaft hatte Grass im Kalibergwerk Groß-Giesen (Werk Siegfried) im südlichen, zu Sarstedt gehörenden Teil Giesen im Jahre 1947 als Koppeljunge gearbeitet. Um seine Erinnerungen für sein Werk aufzufrischen, war Grass 1962 in eine Schwesterngrube eingefahren.[30]

### Theater und Museen
Die direkt an der Innerste gelegene Wassermühle Malzfeldt wird erstmals im Jahr 1302 erwähnt und hat ihre Bestimmung 1965 verloren, da sie seit dieser Zeit als Wasserkraftwerk genutzt wird. Der dadurch gewonnene Strom wird ins öffentliche Netz eingespeist. Zudem befindet sich im Kraftwerk ein Mühlenmuseum, das nach Voranmeldung besichtigt werden kann. Im „Haus am Junkernhof“ befindet sich das Sarstedter Kulturzentrum, in dem Veranstaltungen zu Musik, Literatur und (darstellender und bildender) Kunst sowie der Stadt- und Regionalgeschichte stattfinden. Zudem ist im „Haus am Junkernhof“ ein Heimatmuseum untergebracht, in dem eine historische Apotheke und eine Seilerwerkstatt als Dauerausstellung zu sehen sind. Darüber hinaus finden Sonderausstellungen statt.

### Bauwerke

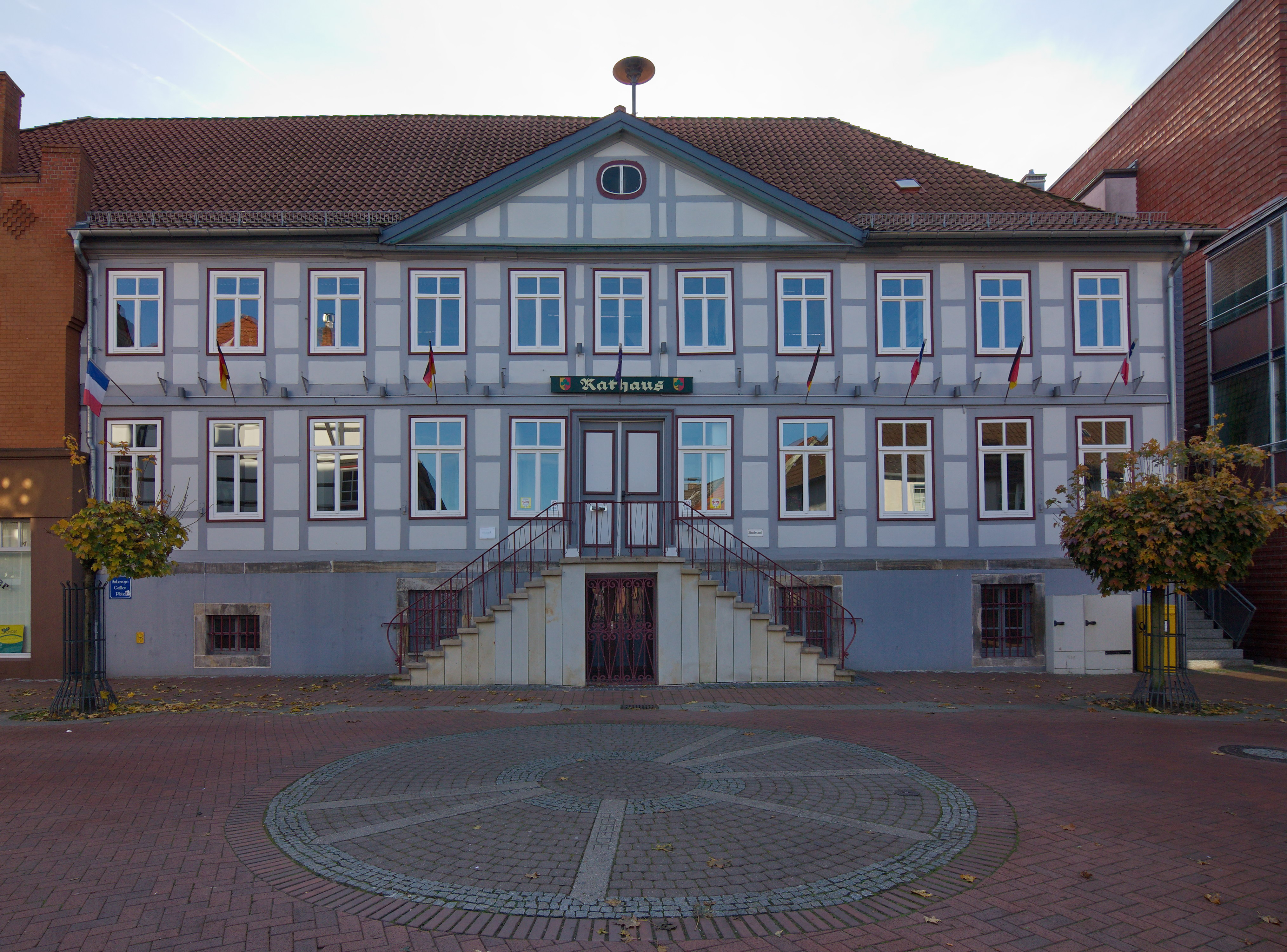
Rathaus in der Fußgängerzone

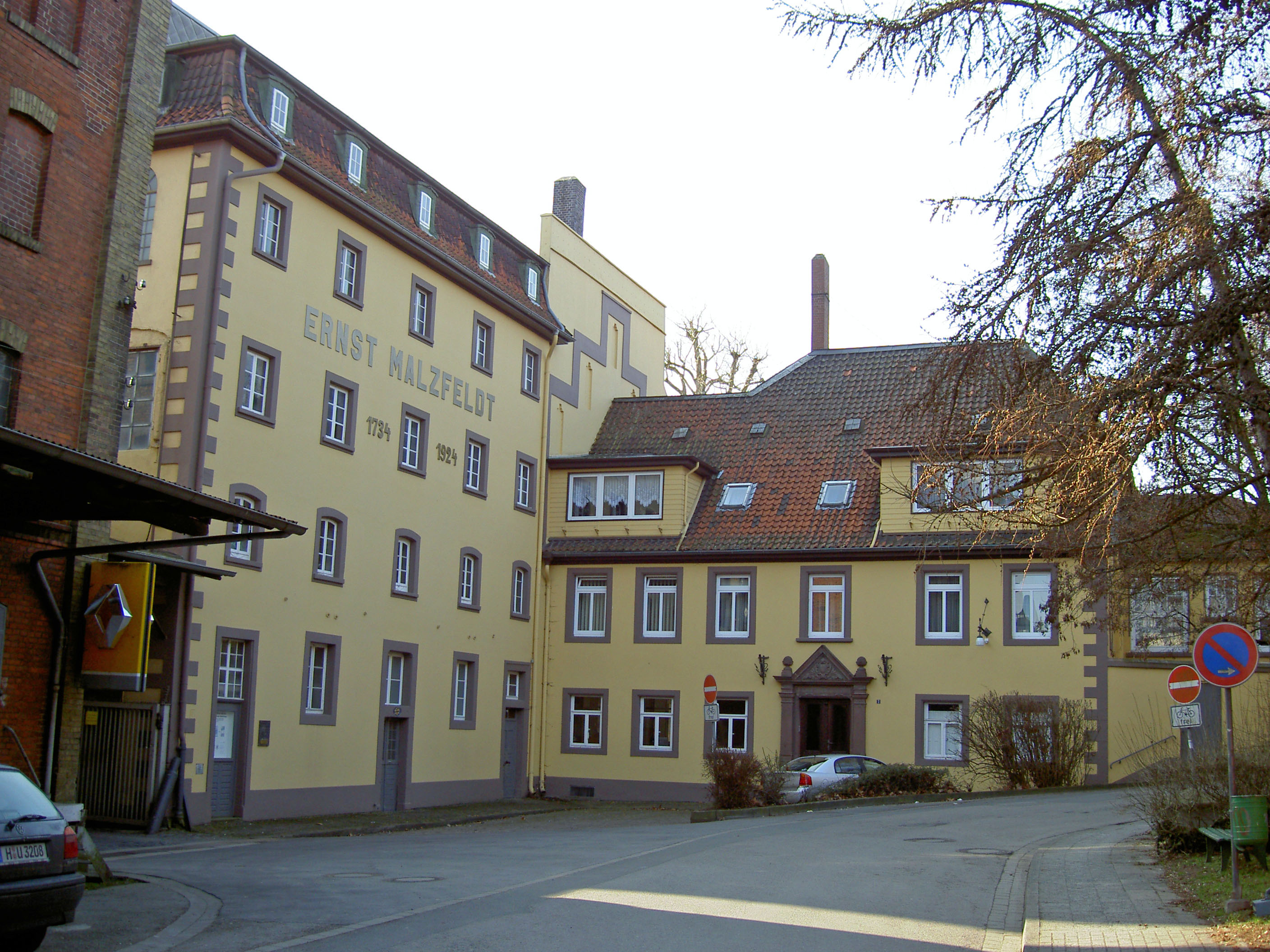
Mühle Malzfeldt, 2005

Aufgrund zahlreicher Stadtbrände, der letzte 1798, gibt es nur wenige historische Gebäude in der Stadt.
- Das Gödringer Ehrenmal nahe dem Thieplatz erinnert an die Gefallenen der Kriege.
- Eine Bronzetafel am Fachwerkhaus in der Steinstraße 13, einem früheren Geschäftshaus eines jüdischen Mitbürgers, erinnert an die in Sarstedt lebenden Familien. Heute ist hier die städtische Begegnungsstätte untergebracht.
- Die katholische Heilig-Geist-Kirche mit ihrem 32 Meter hohen Glockenturm entstand 1913.
- Die evangelische St.-Nicolai-Kirche mit einem 41 Meter hohen Glockenturm wurde als gotischer Bruchsteinbau in der heutigen Gestalt 1457 errichtet.[34]
- Wassermühle und Wasserkraftwerk Malzfeldt an der Innerste aus dem 14. Jahrhundert stehen heute unter Denkmalschutz. Die Getreidemühle wurde 1965 stillgelegt und deren Wasserkraft zur Stromerzeugung umgenutzt. Im Gebäude befindet sich heute ein Mühlenmuseum.[35]
- Im Jahr 1866 erfolgte die Gründung einer Gewerbeschule für die Sarstedter Handwerkerlehrlinge als Sonntagsschule. Das 1861 erbaute Gebäude steht in der Steinstraße 8 nahe der Innerstebrücke.
- Das Rathaus in der noch heute bestehenden Form wurde 1799 auf den Grundmauern des 1798 niedergebrannten Vorgängergebäudes errichtet. Repräsentatives Kennzeichen des Gebäudes ist die doppelseitige große Freitreppe. Dem Platz vor dem Rathaus wurde der Name Aubevoye-Gaillon-Platz gegeben und damit der französischen Partnerstadt gewidmet.
- Die Ratsapotheke von 1787 ist Sarstedts älteste Apotheke. Zwischenzeitlich wurde das Gebäude von 1847 bis 1853 als Postspedition und von 1874 bis 1881 als Standesamt genutzt.

### Grünflächen und Naherholung

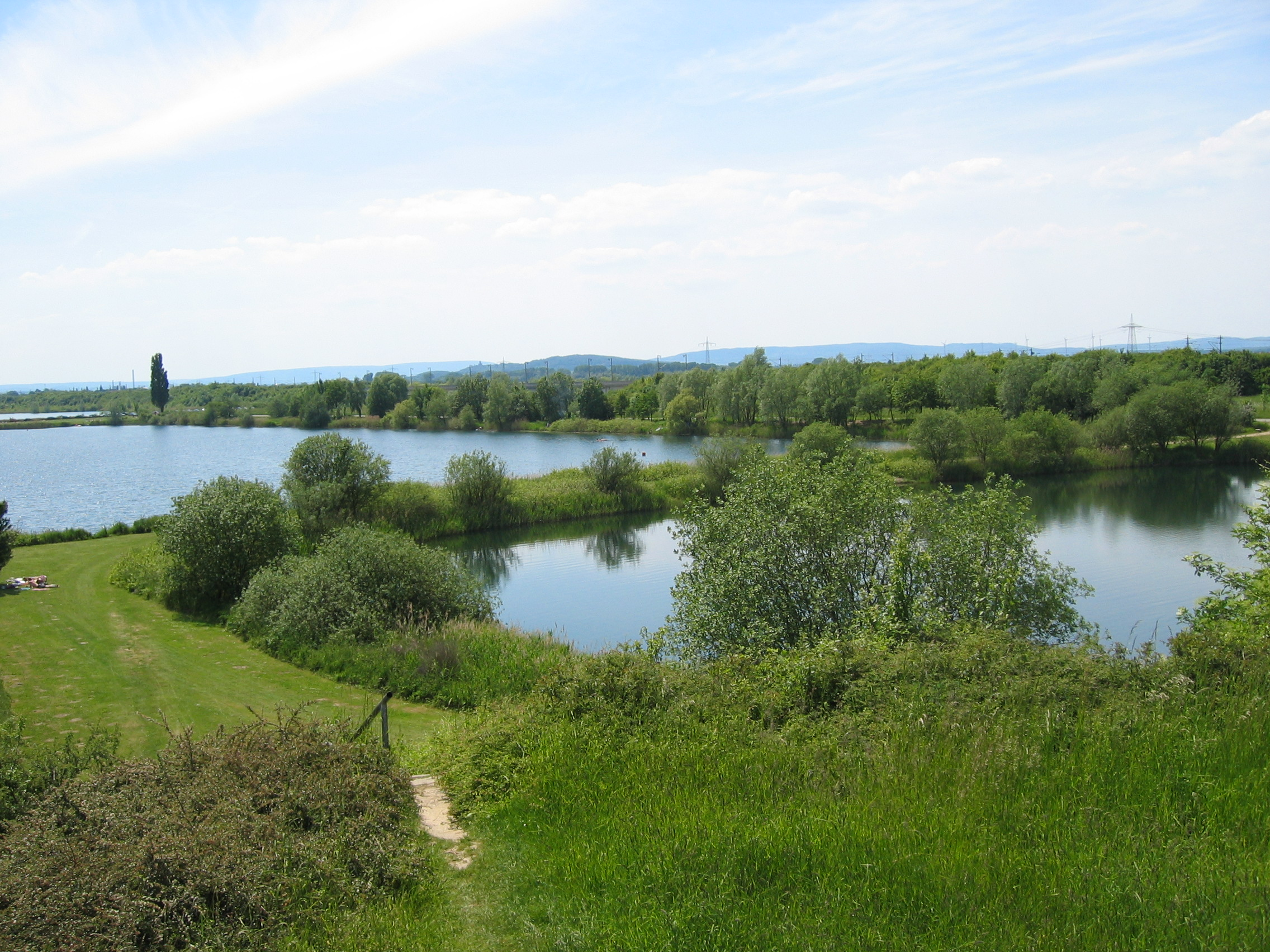
Die Seen bei Giften; rechts Badesee und links der Surf- und Segelsee; im Hintergrund die Trasse des ICE Hannover–Göttingen

Das Innerstebad Sarstedt ist ein Hallen- und Freizeitbad, dessen Freibad in der Sommersaison von Mai bis September geöffnet ist. Auch bieten sich die Giftener Seen sowie der Badesee im Ortsteil Heisede als Naherholungsgebiete an.

## Wirtschaft und Infrastruktur

### Unternehmen (Auswahl)
- Kelvion PHE (ehem. GEA Ecoflex GmbH) – Hersteller von Plattenwärmetauschern
- Avacon Natur GmbH – Tochterunternehmen der Avacon einem Regionalversorgungsunternehmen, das seinerseits eine Tochtergesellschaft der E.ON AG ist.
- Helmke, Hersteller von Elektromotoren
- Wiedemann, Großhändler für Gebäudetechnik
- Herbert Kannegiesser GmbH mit dem Bereich Kannegiesser Passat – Hersteller industrieller Wäschereitechnik, in Sarstedt: Herstellung von Taktwaschmaschinen
- Smurfit Kappa Wellpappe Sarstedt (Produktionsstandort) – ehemals Sieger Wellpappe
- Notebooksbilliger.de, Online-Versandhändler

Weiterhin besteht eine hohe Anzahl an Windkraftanlagen um Sarstedt herum.

### Ehemalige Unternehmen (Auswahl)
- CPR GmbH, Hersteller von Kondomen und für die Kondomproduktion notwendigen Maschinen und Laborausrüstungen

### Medien
- Sarstedter Zeitung (gegr. 13. Oktober 1888 bis 1. Juni 1941), auf Anordnung des Reichspropaganda-Ministers Joseph Goebbels eingestellt.
- Sarstedter Anzeiger (1994 eingestellt)
- Kleeblatt.de, seit 1982 erscheinende Heimatzeitung für die Region Sarstedt, Hildesheim Nord und Hannover Süd.

### Öffentliche Einrichtungen

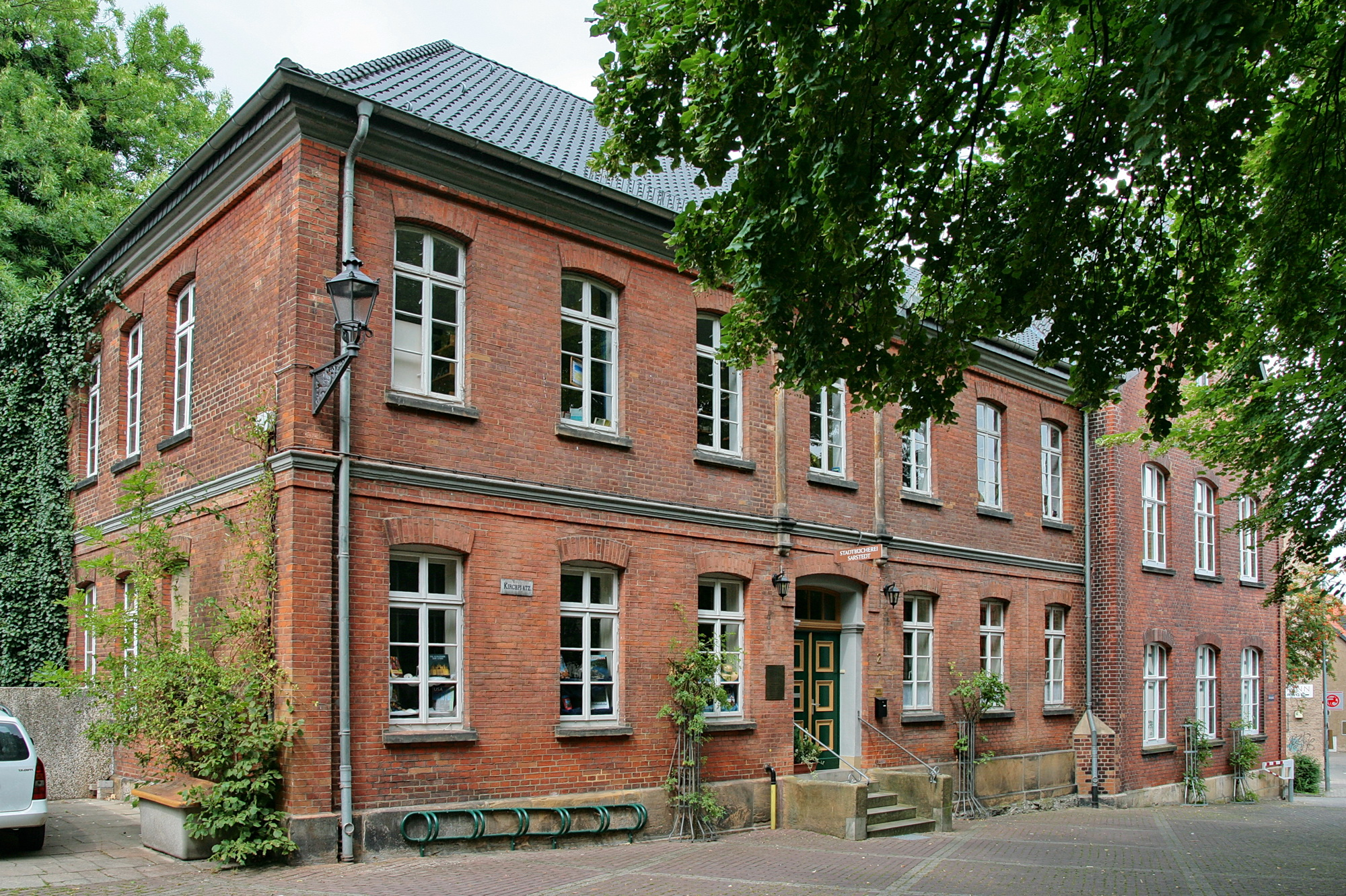
Stadtbücherei Sarstedt

- Innerstebad – Hallen- und Freizeitbad der Stadt Sarstedt
- Stadtbücherei Sarstedt
- Sarstedter Heimatmuseum[32]
- Jugendzentrum Klecks
- Stadtarchiv Sarstedt[37]
- Freiwilligenagentur spontan (in Kooperation mit der Nachbarschaftshilfe des Evangelisch-Lutherischen Kirchenkreises)
- Mit dem GEO600 befindet sich ein Detektor zum Erfassen von möglichen Gravitationswellen in Ruthe bei Sarstedt. Dieser ist Teil der internationalen Einrichtung LIGO, die aus fünf Detektoren besteht.

### Bildung
- Albert-Schweitzer-Schule – Verlässliche Grundschule und Sonderschule für Lernhilfe
- Grundschule Kastanienhof – Verlässliche Grundschule
- Regenbogenschule – Verlässliche Grundschule
- Gymnasium Sarstedt
- Schiller-Oberschule Sarstedt mit zwei Standorten
- Bildungs- und Tagungszentrum der AOK Niedersachsen

### Verkehr

#### Öffentlicher Nah,- Bahn-, Straßenbahn- und Busverkehr

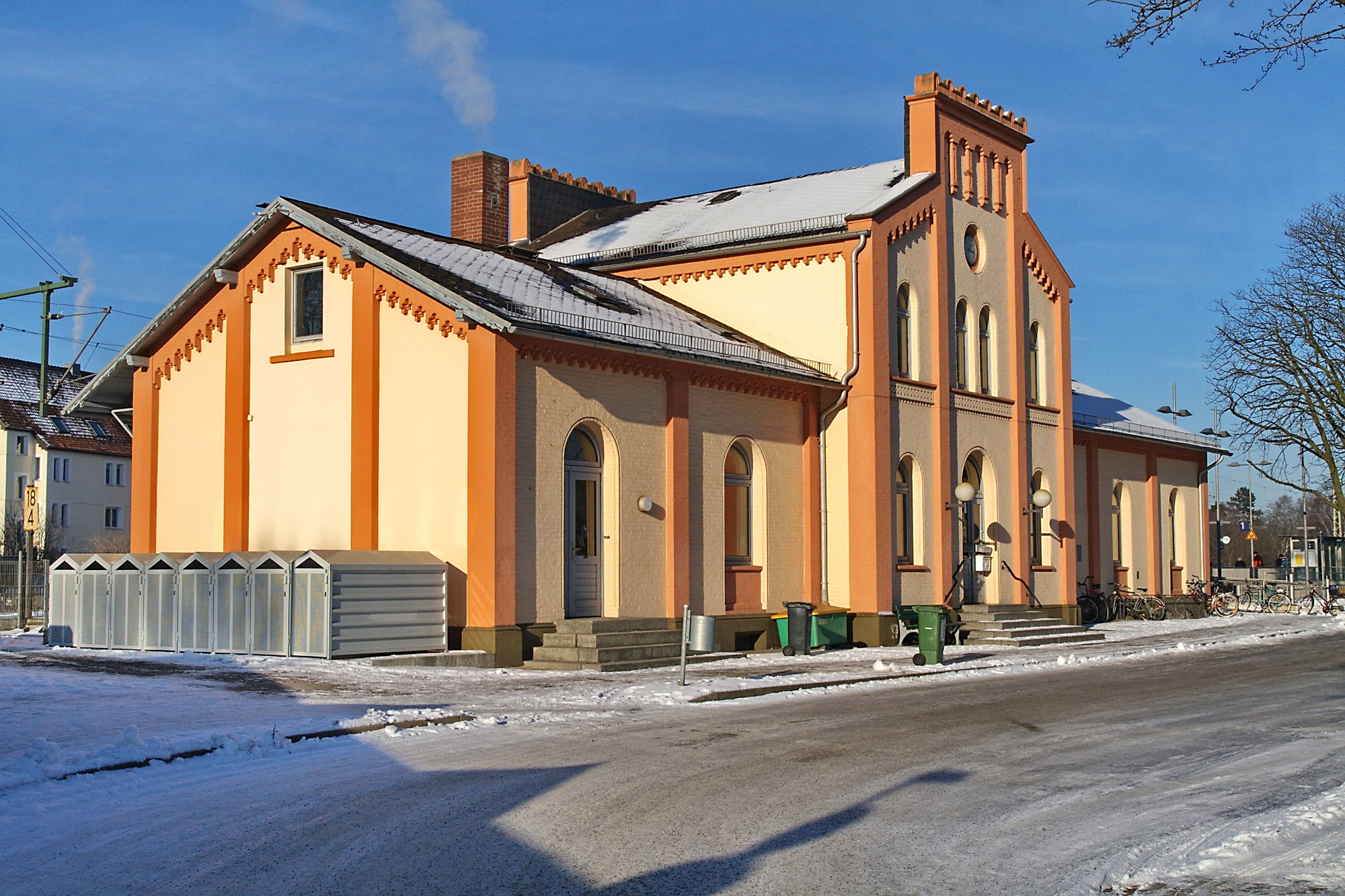
Bahnhofsgebäude Sarstedt, 2009

Das „Straßenbahnhofs-Restaurant“ befand sich bis in die 1990er Jahre gegenüber der Wendeschleife der Straßenbahn. Die „rote Linie 11“ führte von 1899 bis 1958 an diesem Haus vorbei, Ansicht vor 1910.

Im Jahre 1925 gründete die Sarstedterin Maria Papenberg im Ort das erste Droschkenunternehmen mit einer Kraftdrosche (Ford T-Modell) und einer Pferdedroschke. Zu Beginn des Zweiten Weltkriegs wurde die Kraftdrosche für Kriegszwecke konfisziert. Ihre Nachfahren, die heutige Familie Kindling, führt in Sarstedt seit 1967 das frühere Droschkenunternehmen als Taxiunternehmen weiter.
Sarstedt liegt an der hannöverschen Südbahn Hannover–Göttingen. Über die Bahnstrecke Lehrte–Nordstemmen existieren zudem Verbindungen über den Oberharz nach Halle (Saale). Unter anderem mit der S-Bahn Hannover ist der Hannoversche Hauptbahnhof erreichbar. Seit 1900 besteht eine direkte elektrische Stadtbahn- oder Überland-Straßenbahnverbindung mit Hannover, die seit 1958 nicht mehr nach Hildesheim weiterführt, sondern in einer Wendeschleife endet.
| Linie | Verlauf | Takt                                       | Betreiber         |
| ----- | --- | ------------------------------------------ | ----------------- |
| S 4   | Hildesheim – Emmerke – Barnten – Sarstedt – Rethen (Leine) – Hannover Messe/Laatzen – Hannover Bismarckstraße – Hannover Hbf – Hannover-Nordstadt – Hannover-Ledeburg – Hannover-Vinnhorst – Langenhagen Mitte – Langenhagen Pferdemarkt – Langenhagen-Kaltenweide – Bissendorf – Mellendorf – Bennemühlen Stand: Fahrplanwechsel Juni 2022 | 60 min                                     | Transdev Hannover |
| 1     | Langenhagen – Berliner Platz – Büttnerstraße – Niedersachsenring – Hauptbahnhof – Kröpcke – Aegidientorplatz – Altenbekener Damm – Peiner Straße – Bothmerstraße – Laatzen/Eichstraße (Bahnhof) – Laatzen/Zentrum – Laatzen – Rethen/Pattenser Straße – Gleidingen – Heisede – Sarstedt                                                     | 20 min (werktags) 30 min (sonn-/feiertags) | ÜSTRA             |

Mehrere Buslinien führen nach Hildesheim, Elze, Nordstemmen und Rethen. Der wichtigste Betreiber des Busverkehrs ist die Regionalverkehr Hildesheim GmbH.

#### Straßenverkehr
Sarstedt liegt an der Bundesstraße 6. Durch Straßen- und Bahnverkehr kommt es zu Lärmbelästigung in der Stadt Sarstedt.

#### Flugverkehr-Einrichtungen

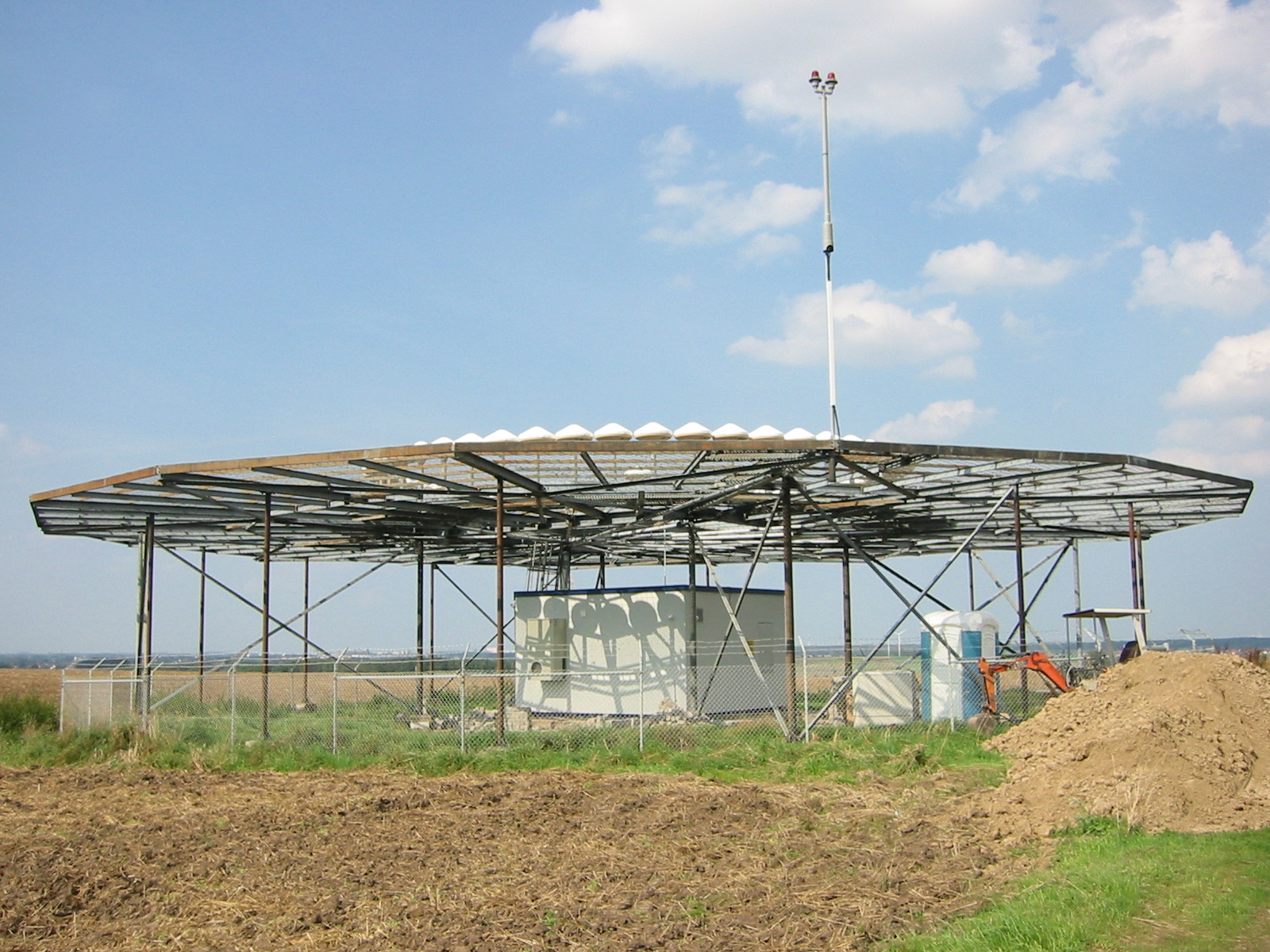
UKW-Drehfunkfeuer Leine DLE

Auf der Anhöhe Kipphut befindet sich ein Drehfunkfeuer für die Navigation der Luftfahrt. Hier beginnt das Instrumentenanflugverfahren für den Flughafen Hannover. Sollte ein Anflug vorübergehend nicht möglich sein, werden hier Warteschleifen geflogen.

## Persönlichkeiten

### In Sarstedt geboren
- Jean-Henri Pape (1789–1875), deutsch-französischer Klavierbauer
- Heinrich Julius Blume (1805–1884), Kaufmann, Unternehmer und Mitglied der Hamburgischen Bürgerschaft
- Ludwig August Rieche (1839–1893), Unternehmer
- Ernst Voges (1854–1932), Privatgelehrte und Schriftsteller, geboren in Heisede
- August Pape (1857–1922), Fabrikant und Mitglied der lübeckischen Bürgerschaft
- Willy Tischbein (1871–1946), Radsportler und Industrieller
- Konrad Rakemann (1902–1964), deutscher Politiker (SPD), MdL
- August Gabel (1908–2004), deutscher Politiker (CDU), MdL
- Waltraute Macke-Brüggemann (1913–2006), Malerin, Graphikerin und Buchillustratorin
- Dieter Stern (1934–2011), deutscher Schachspieler
- Walter Mahlendorf (* 1935), Leichtathlet, Olympiasieger 1960 in Rom
- Hans-Jürgen Krahl (1943–1970), Protagonist der 68er- und Studentenbewegung, kam in dem Haus an der Voss-Straße 7 zur Welt, das nicht mehr steht.[40]
- Marianne Bachmeier (1950–1996), wurde bundesweit bekannt, als sie im Landgericht Lübeck 1981 den mutmaßlichen Mörder ihrer Tochter in Selbstjustiz erschossen hatte.
- Rainer Warland (* 1951), Archäologe und Kunsthistoriker
- Michael Schenker (* 1955), Hardrockgitarrist
- Uwe Fröhlich (* 1960), deutscher Bankmanager
- Ulrike Hiller (* 1965), Politikerin (SPD)
- Christoph Dreyer (* 1966), Diplom-Ökonom und Politiker (CDU), Mitglied des Niedersächsischen Landtags
- Barbara Schenker (1966–2023), Rock-Keyboarderin, Gitarristin und Songwriterin

### Mit Sarstedt verbunden
- Francisca Tu (* 1943), deutsche Schauspielerin chinesischer Herkunft, betrieb jahrelang das Hotelrestaurant Kipphut in Sarstedt
- Rudolf Schenker (* 1948), Gitarrist und Mitgründer der Hardrock-Formation Scorpions
- Harald Grosskopf (* 1949), Musiker, 1965 bis 1966 Schlagzeuger der Sarstedter Beatband The Stuntmen,[41]
- Eckhard Garve (1954–2020), deutscher Botaniker und Ornithologe
- Andreas Bovenschulte (* 1965), Bremer Bürgermeister, besuchte das Gymnasium Sarstedt
- Mirko Slomka (* 1967), Fußballtrainer, besuchte das Gymnasium Sarstedt